# Féltökéletes számok
Ez a szócikk az angol terminológiában hemiperfectnek nevezett számokról szól. A semiperfect számok az áltökéletes számok szócikkben találhatók.
A számelméletben féltökéletes szám (hemiperfect number)  alatt olyan pozitív egész számot értenek, melynek bővelkedési indexe félegész szám.
Tehát adott k pozitív páratlan szám esetén, az n természetes szám akkor és csak akkor k-féltökéletes, ha  
{\displaystyle \sigma (n)={\frac {k}{2}}\cdot n}, ahol szigma n pozitív osztóinak összegét jelöli.

## A legkisebbk-féltökéletes számok
A következő táblázat mutatja a legkisebb k-féltökéletes számokat k ≤ 17-re  (A088912 sorozat az OEIS-ben):
| k  | Legkisebb k-féltökéletes szám |
| -- | --- |
| 3  | 2 |
| 5  | 24 |
| 7  | 4320 |
| 9  | 89 10720 |
| 11 | 1711 60045 05600 |
| 13 | 17097 40311 22008 62887 99540 60917 20071 08476 92800 |
| 15 | 1274 94722 05565 55003 20206 36281 35236 80364 06720 99703 12775 95140 98844 96959 52806 02085 45792 00000 |
| 17 | 2 71729 04004 64486 41747 76390 32544 12045 88387 87694 99118 59015 09996 33476 83477 33758 98827 57168 18248 86513 38324 48227 55180 65870 00925 25890 97916 25365 25977 07421 06517 19523 34010 18422 20648 39170 71974 40000 00000 |

Például a 24 5-féltökéletes, mert a 24 osztóösszege:
{\displaystyle 1+2+3+4+6+8+12+24=60={\frac {5}{2}}\cdot 24}